# Euphorbia brevis
Euphorbia brevis es una especie fanerógama perteneciente a la familia de las euforbiáceas. Es endémica de Angola.

## Descripción
Es una planta perenne, con hojas suculentas espinosas; de  ± 7-8 cm de diámetro; con numerosos tallos erectos, alcanza un tamaño de 5-7.5 cm de altura, delgado, 0,45-0,55 cm de diámetro, 3 en ángulo recto, ramificado en o cerca de la base, frutos y semillas desconocidas.

## Ecología
Se encuentra en los matorrales de arbustos y pastos de cosechas sobre los torrentes de los ríos.
Está relacionada con Euphorbia schmitzii.

## Taxonomía
Euphorbia brevis fue descrita por Nicholas Edward Brown y publicado en Flora of Tropical Africa 6(1): 570. 1911.
Etimología
Euphorbia: nombre genérico que deriva del médico griego del rey Juba II de Mauritania (52 a 50 a. C. - 23), Euphorbus, en su honor – o en alusión a su gran vientre –  ya que usaba médicamente Euphorbia resinifera. En 1753 Carlos Linneo asignó el nombre a todo el género.
brevis: epíteto latino que significa "corto, pequeño".